# 유체이탈 화법
유체이탈 화법은 본인 스스로 유체이탈을 한 후, 유체이탈된 혼이 본인과 관련된 이야기를 마치 남 이야기하듯 말하는 대화방식을 뜻하는 신조어이다. 즉, 다른 사람의 이야기를 하는 것처럼 자신과 관련된 이야기를 하는 화법이다.
유체이탈 화법이란 말을 처음 사용한 사람은 나는 꼼수다의 김어준이다. TBS 김어준의 뉴스공장 2016년 12월 14일 4부 방송, '과학같은 소리하네 - 새누리당과 최순실 그리고 소시오패스' 편에서 김어준 본인이 "유체이탈 화법은 제가 퍼트린 용어입니다."라고 분명히 말하고 있다.